# The Big Four (Calgary)
Pour les articles homonymes, voir Big Four.

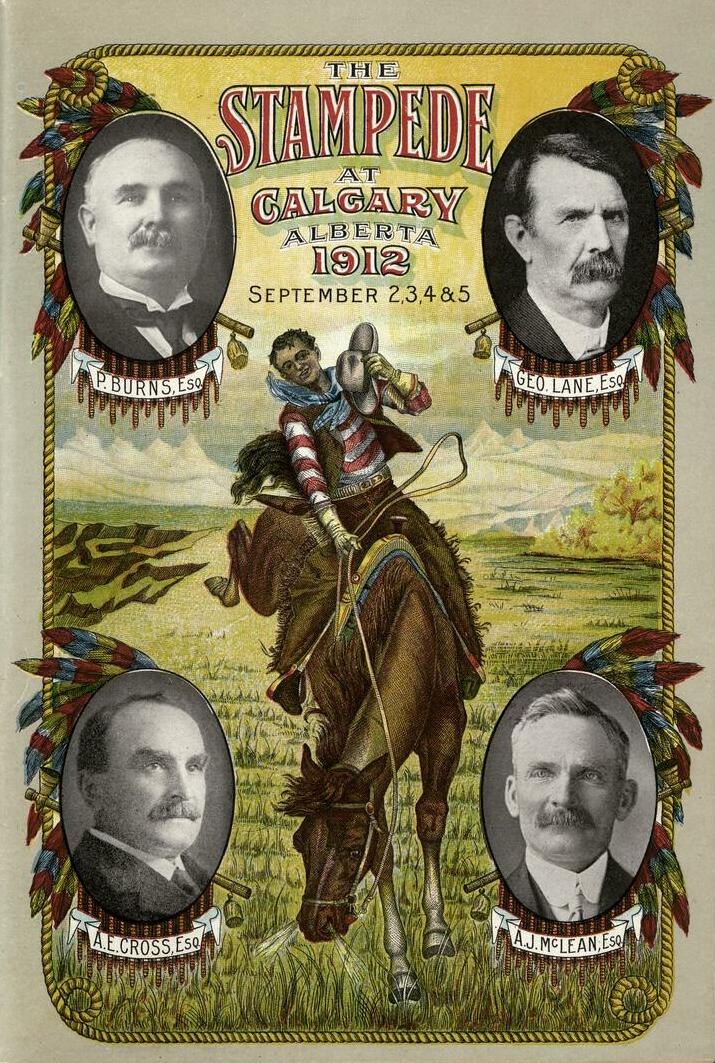
Programme du Stampede de 1912 à Calgary avec les quatre commanditaires

The Big Four (« Les Quatre Grands » en français) étaient de riches éleveurs albertains : Patrick Burns, George Lane, Alfred E. Cross et Archibald J. McLean. Ensemble, ils ont financé le premier Stampede de Calgary, ainsi que de nombreuses autres activités culturelles et entrepreneuriales à Calgary, en Alberta, au Canada, au début du XXe siècle.
George Lane et AJ McLean étaient des éleveurs, Pat Burns était propriétaire d’entreprises agroalimentaires et A.E. Cross possédait des brasseries. Les quatre hommes étaient impliqués dans l'industrie du bétail en Alberta.

## Stampede de Calgary
Au cours de l'été 1912, le cow-boy Guy Weadick a organisé une rencontre avec les Big Four pour leur proposer un spectacle sur l'ouest sauvage, qui ferait passer la Wild's Extravaganza de Buffalo Bill pour une attraction de second rang. Chacun d'eux a investi 25 000 dollars pour financer le premier Stampede de Calgary qui s'est déroulé en septembre 1912. L'opération s'avère fructueuse. Pourtant, Les Big Four ne souhaitaient pas renouveler l'opération l'année suivante. Il faut attendre plusieurs années pour que Guy Weadick, avec l'aide du directeur de l'exposition industrielle de Calgary décide les quatre à réinvestir. L'événement s'est beaucoup développé depuis et offre des prix d'1,8 million de dollars et attire plus d'un million de visiteurs chaque année.
L'édifice Big Four Building du Stampede Grounds, à Calgary, a été nommé en l'honneur des quatre hommes d'affaires et a déjà organisé la plus grande rencontre de curling au monde.

## Carrières politiques
- Alfred E. Cross a été élu membre (conservateur) de l'Assemblée législative de l'Alberta (MLA) en 1898 pour la circonscription de Calgary-Est[6].
- Archie McLean a été élu député (libéral) de la circonscription de Lethbridge pour la première fois en 1909. Il a été ministre des Affaires municipales et des Travaux publics[7].
- George Lane a été élu membre de l'Assemblée législative de l'Alberta en 1913 pour la circonscription de Bow Valley au nom du Parti libéral. Il a occupé ce poste pendant moins d'un an et a démissionner de son siège pour que le chef du parti, Charles R. Mitchell, défait, puisse retrouver une place à la législature.
- Patrick Burns a été nommé au Sénat du Canada en 1931 par RB Bennett, alors premier ministre du Canada. Burns siégea au Sénat en tant qu'indépendant jusqu'en 1936.

## Principaux lieux nommés en leur honneur
- L'AE Cross Junior High School[8] été nommée en hommage à AE Cross. AE Cross, avec Pat Burns et George Lane, ainsi que d'autres personnalités locales, ont également financé la création de la Western Canada High School.
- La Sénator Patrick Burns Junior High School a été nommée en hommage à Pat Burns[9] .
- Le Mont Burns[10] est un sommet dans le pays de Kananaskis.
- L'édifice Burns, à Calgary (Alberta).
- L'édifice Big Four Building, à Calgary, a été nommé en l'honneur des quatre hommes d'affaires[5].